# シトロエン・DS3 WRC
DS3 WRC（ディーエススリー ダブリューアールシー、仏: Citroën DS3 WRC）は、シトロエンが2011年から2016年まで世界ラリー選手権で使用した競技専用車（ワールドラリーカー）である。

## 概要
2011年から適用される新しい車両レギュレーションに対応するため、S2000車両をベースとして開発された。開発責任者はC4 WRCに続き、クサビエ＝メステラン・ピノン。
規則に従った主な変更点として「エンジン排気量が2.0 L → 1.6 L」、「パドルシフトのセミAT → フロアシフトのシーケンシャルMT」、「センターデフの廃止 (ハンドブレーキを用いる場合に備えてリアの駆動をカットする機構が採用) 」が挙げられる。
油圧式パワーステアリング、アルミハウジングのサデフ製トランスミッション 、タイヤはミシュランといずれもフランス製である。
市販車用エンジンを流用したフォードやミニと異なり、シトロエンは競技用に専用設計されたアルミブロックのエンジンを採用した。
サスペンションは傾斜配置のフォード・フィエスタ RS WRCに対してDS3 WRCはクサラWRC以来の伝統の直立配置であり、ストローク量は多く取れない代わりにフリクションの低減とターマックでのパフォーマンスが狙える設計になっている。

## 沿革
2010年9月30日、パリ・モーターショーで公開。
マシンはセバスチャン・ローブ、ダニ・ソルド、セバスチャン・オジェと、テストドライバーのフィリップ・ブガルスキーによってテストが行われた。
2011年から2012年までセバスチャン・ローブ/ダニエル・エレナ組の活躍によりドライバーズ・コドライバーズ・マニュファクチャラーズ選手権の全てを連覇。フォードのミッコ・ヒルボネンとヤリ＝マティ・ラトバラの挑戦を、僅差ながら完璧に退けた。またヒルボネンは2012年はシトロエンへと加入し、彼の着想によりグラベル路面に合致したサスペンションを導入したことで、ラリー・フィンランドでローブは地元勢を寄せ付けない完勝を得た。
しかし前人未到の9連覇を達成してWRCに興味を失いつつあったローブはセミリタイアを決断し、ローブの跡を継ぐと思われていた同郷のセバスチャン・オジェもチームオーダーを巡る内紛により離脱。遂にシトロエンの黄金時代に終止符が打たれることとなった。
2013年はヒルボネンをエースに据えるが、オジェ・ラトバラと用意周到なフォルクスワーゲンのコンビネーションの前には手も足も出ず、出戻りのダニ・ソルドがスポット参戦のラリー・ドイチュラントでキャリア初優勝を挙げたのが、唯一の優勝となった。2014年はクリス・ミークとマッズ・オストベルグがフル参戦するが、2002年のWRカー参戦以来、遂に未勝利に終わった年となった。オストベルグのドライバーズ選手権5位が最高で、マニュファクチャラーズ選手権は2位を2pts差で死守するのがやっとだった。
2015年にはクリス・ミークがラリー・アルゼンチンで初優勝を果たし（シーズン唯一の優勝）、マニュファクチャラーズ選手権も2位をキープした。2016年は経営難であったシトロエンがWTCCにリソースを注力したため、PHスポールの運用によるスポット参戦に留まったものの、ミークが出走順の利を生かして2勝を挙げている。
規定が一新された2017年からはC3 WRCに後を託した。これ以降は地方のプライベーターがDS3 WRCでしばしラリーやラリークロスで用いているのが見られる。

## 派生車・兄弟車

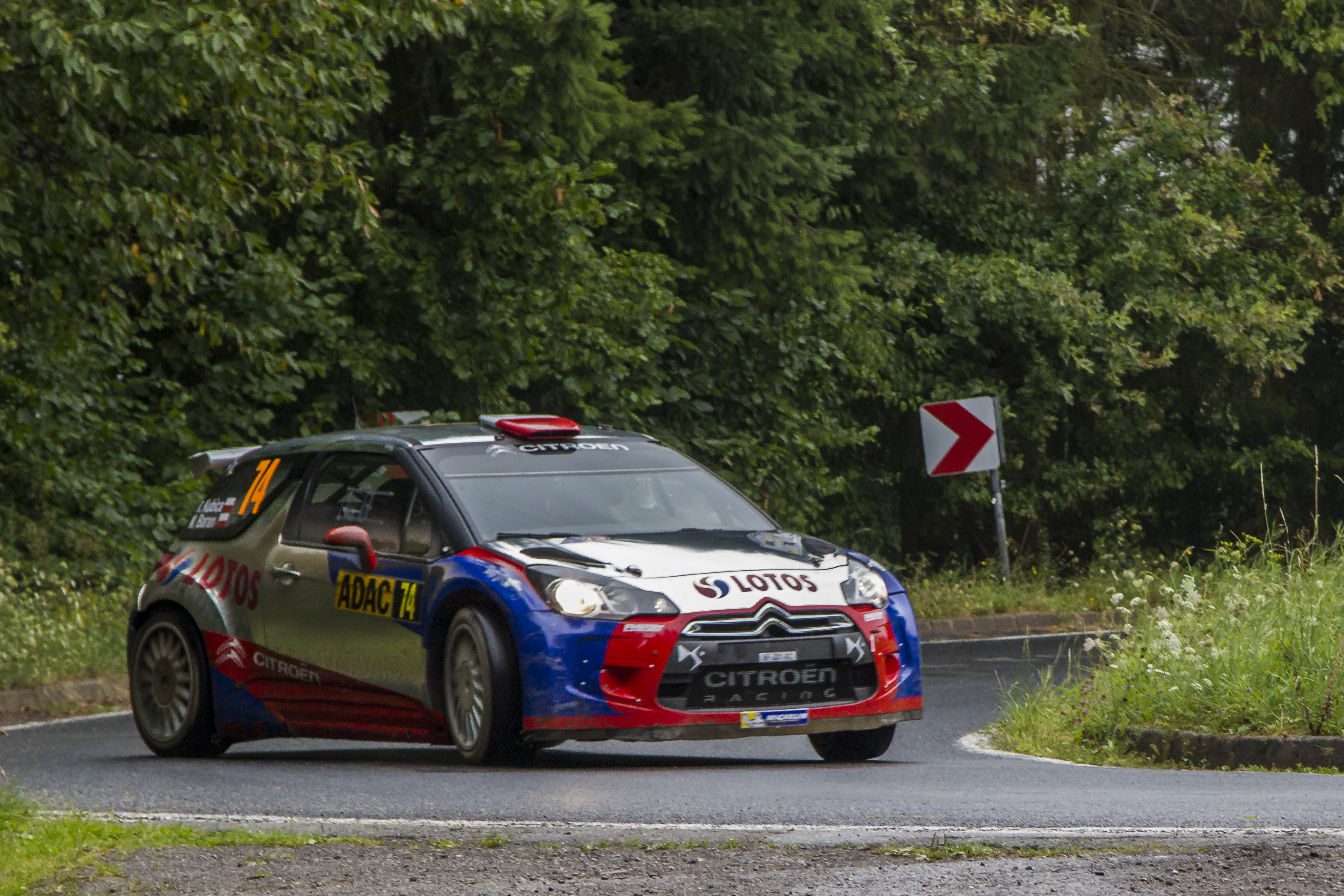
ロバート・クビサのDS3 RRC

規則やレース界の過渡期であったことから、複数の兄弟車が存在する。
- DS3 RRC

S2000 WRC規定のベースとなった、スーパー2000規定に沿ったカスタマー向けマシン。エンジンは同じ1.6リッター直列4気筒ターボだが、30mm径の吸気リストリクターを装着して275馬力に絞られ、空力も規制される。PHスポールから参戦したロバート・クビサが初代WRC2王者となった。
- DS3 XL

当時業界で急激に注目を集め始めていたラリークロス用のマシン。レッドブルの提案により実現し、北欧ラリークロス界の雄である、ハンセン・モータースポーツが設計。シャシーとサスペンションは「似ている」とだけされており、技術的繋がりについては明言されていないが、便宜上ここに記載。エンジンはC4 WRCでも用いられていたXU9（2.0リッター直列4気筒ターボ）を545馬力/800Nmにまでチューニングしている。2012年、ローブがまだX Gamesの一種目だったレッドブル・グローバル・ラリークロスのロサンゼルス戦にスポット参戦し、圧勝を収めた。
- WTCCテスト車両

同じスーパー2000規定を導入していたWTCC（世界ツーリングカー選手権）に参戦する直前、シトロエンはDS3 WRCを前輪駆動化した車両をプロトタイプにしてテストを行っていた。